# Itamar (Cisjordanie)
Itamar (אִיתָמָר en hébreu) est une colonie israélienne illégale au regard du droit international, dans le nord de la Cisjordanie, territoire palestinien occupé. Elle est située à 5 km au sud-est de Naplouse, à 28 km de la ligne verte, à l'est de la barrière de séparation israélienne. Elle s'est établie sur des terres palestiniennes confisquées des villages de Yanun, Beit Furik, et Akraba.  Créée en 1984, elle appartient au mouvement sioniste religieux.  Sa population, fin 2011, s'élevait à 1181 habitants, dont une centaine d'étudiants de la yeshiva.
Elle est administrée par le conseil régional de Shomron (Samarie en français).

## Situation juridique
La communauté internationale dans son ensemble considère les colonies israéliennes de Cisjordanie illégales au regard du droit international mais le gouvernement israélien conteste ce point de vue.

## Confiscations de terres palestiniennes
La colonie « Itamar » a été établie au moyen de la confiscation de terres palestiniennes, notamment celles du village Yanun en 1983 et en 1997. 
Depuis les années 2000, les colons d’Itamar oeuvrent à occuper le territoire palestinien situé entre la colonie d’Itamar et la colonie de Gitit dans la vallée du Jourdain, et à créer ainsi une continuité territoriale sur une distance de 20 kilomètres. Les colons d’Itamar ont dans ce but confisqué plus de 13 000 dunams de terres palestiniennes des villages d’Akraba (Aqraba, Naplouse), de Beit Furik et  de Yanun. « L’État hébreu a activement soutenu le projet d’expansion en fournissant des infrastructures telles que des routes, de l’électricité, une protection militaire, en fermant les yeux sur  les attaques violentes des colons contre les Palestiniens et les violations récurrentes de la loi  », selon les chercheurs R. Grosglik, A. Handel, et D. Monterescu.

## Violences
Itamar a été en mai et juin 2002 le théâtre de deux attaques par des Palestiniens : meurtre de trois étudiants de la yeshiva en mai, de quatre membres d'une famille de colons en juin. 
Elle s'est rendue célèbre par le radicalisme de ses résidents israéliens, qui à force de harcèlement, ont contraint au départ la plus grande partie des villageois palestiniens voisins,  et par « des menaces et des violences », font obstacle aux activités agricoles des paysans palestiniens qui restent dans les villages environnants (Awarta et Yanun notamment).
Itamar est aussi le lieu de l'assassinat de cinq membres de la famille Fogel le 11 mars 2011.
Le 1er octobre  2015, un jeune couple résidant à Itamar est assassiné dans sa voiture en présence de ses quatre enfants âgés de 4 mois à neuf ans non loin d'Itamar. Une branche du Fatah revendique l'assassinat.